# The Returned
The Returned är en amerikansk dramaserie baserad på den franska serien Gengångare, producerad av Carlton Cuse och Raelle Tucker. Det första avsnittet visades i mars 2015 på A&E och Netflix. Handlingen kretsar kring flera personer som återvänder till sin hemstad efter att varit döda i åratal.

## Rollista (i urval)

### Huvudroller
- Kevin Alejandro – Tommy Solano
- Agnes Bruckner – Nikki Banks
- India Ennenga – Camille Winship
- Sandrine Holt – Julie Han
- Dylan Kingwell – Henry "Victor"
- Sophie Lowe – Lena Winship
- Mark Pellegrino – Jack Winship
- Jeremy Sisto – Peter Lattimore
- Mat Vairo – Simon Moran
- Mary Elizabeth Winstead – Rowan Blackshaw
- Tandi Wright – Claire Winship

### Återkommande roller
- Aaron Douglas – Tony Darrow
- Terry Chen – Mark Bao
- Dakota Guppy – Chloe Blackshaw
- Keenan Tracey – Ben Lowry
- Carl Lumbly – Leon Wright
- Leah Gibson – Lucy McCabe
- Chelah Horsdal – Kris
- Michelle Forbes – Helen Goddard
- Rhys Ward – Adam Darrow
- Alexander Calvert – Hunter
- Giacomo Baessato – Shane Slater

## Om serien
I januari 2013 meddelades det att en engelskspråkig version av den franska TV-serien Gengångare var under utveckling av Paul Abbott och FremantleMedia, med arbetstiteln They Came Back. Den 29 september 2013 meddelade man att Abbott inte längre var involverad. Istället hamnade projektet hos A&E som hade beställt 10 avsnitt för den första säsongen.

### Mottagande
Rotten Tomatoes rapporterade att 66 procent, baserat på 29 recensioner, hade gett serien en positiv recension och satt ett genomsnittsbetyg på 7,6 av 10. På Metacritic nådde serien genomsnittsbetyget 67 av 100, baserat på 24 recensioner.